# Alexandre Guiraud
Pour les articles homonymes, voir Guiraud.
Alexandre Guiraud, né le 24 décembre 1788 à Limoux et mort le 24 février 1847 à Paris, est un poète, dramaturge et romancier français.
Favori des salons de la Restauration et devenu populaire par ses Élégies savoyardes citées dans toutes les anthologies, ce poète tragique devenu académicien par faveur, qui n’a connu que des succès d'estime au théâtre, a rapidement sombré dans l’oubli.

## Biographie
Fils d'un riche marchand de draps, Guiraud a fait des études de droit à la faculté de Toulouse, où il crée un « Gymnase littéraire ». Retourné diriger les manufactures paternelles, il a continué à cultiver les lettres tout en se consacrant à l’industrie. Après avoir obtenu des couronnes poétiques à l’Académie des jeux floraux, il a abandonné ses manufactures pour monter à Paris en 1813.
Là, il a composé trois tragédies, Frédégonde et Brunehaut, Myrrha et Pélage, qui n’ont jamais été représentées. En 1822, il a abordé, pour la première fois, la scène de l’Odéon, avec ses Machabées, tragédie en cinq actes et en vers. Esprit religieux, royaliste convaincu, il s’était proposé de défendre, dans ses pièces, la religion, la morale et la légitimité, trop souvent attaquées. Les Machabées, qui devaient, dans la pensée de l’auteur et de ses amis, donner au public parisien le goût des œuvres sérieuses et saines, n’ont obtenu qu’un succès médiocre.
Toujours guidé par le désir de contribuer à l’édification de ses contemporains, il a répondu à ses adversaires par la représentation d’une nouvelle tragédie, le Comte Julien ou l’expiation mais, malgré certaines qualités de passion, cette pièce n’a guère été plus goûtée que la première.
Il a eu plus de chance en poésie avec ses Élégies savoyardes, qui ont connu une vogue extraordinaire, et ont été suivies d’une ode intitulée Cadix ou la délivrance de l’Espagne, des Chants hellènes, des Poëmes et Chants élégiaques, publiés en 1823 et en 1824.
L’année suivante, en bon royaliste, il a collaboré avec Jacques-François Ancelot et Alexandre Soumet à un opéra, Pharamond, triste et éphémère produit officiel issu du sacre de Charles X, qui ne devait lui valoir qu’un anoblissement. Nommé chevalier de la Légion d’honneur, il a bientôt reçu une consécration plus flatteuse encore de sa renommée littéraire, par son admission à l’Académie française, à la succession, le 11 mai 1826 à un des fidèles de Juliette Récamier, le duc de Montmorency, contre Lamartine. Deux nouveaux ouvrages, un poème, le Prêtre, et une tragédie, Virginie, jouée à la Comédie-Française en 1827, ont été une sorte de remerciement à ses nouveaux collègues académiciens.
La révolution de Juillet 1830 devait donc frapper douloureusement dans ses sentiments l’ardent légitimiste, qui avait célébré l’avènement au trône de Charles X, qui l’en avait récompensé, le 17 mars 1827, en lui conférant le titre de baron. Il en a donc cherché la consolation dans l’étude et dans la méditation, publiant tout d’abord un roman psychologique, Césaire, au sous-titre caractéristique : révélation, accueilli avec distinction dans les salons aristocratiques, qui cherchaient dès lors toutes les occasions de marquer leur opposition au régime nouveau.
Deux odes, la Communion du duc de Bordeaux et les Deux Princes, inspirée par la mort de l’Aiglon, parues en 1832, témoignent de la fidélité de l’auteur à ses principes légitimistes. Ensuite il a produit, en 1834, un ouvrage politique, De la vérité dans le système représentatif, en 1835, un roman religieux, Flavien, ou Rome au désert, en 1836, des Poësies dédiées à la jeunesse, et, enfin, de 1839 à 1841, une Philosophie catholique de l’histoire, en trois volumes in-8°, d’un mysticisme pour le moins outré.
En 1842, forcé de retourner dans son pays pour diriger ses usines, qui avaient été mal gérées et lui valaient une série d’interminables procès, il ne pouvait, quoique transformé d’académicien en mécanicien, oublier les belles-lettres qu’il avait cultivées tout au long de sa vie et, de son château de Villemartin, auquel il a consacré le titre d’une de ses œuvres, le Cloître de Villemartin, poésie, il correspondait avec ses amis. Malgré ses tragédies, il n’avait pas été hostile au mouvement romantique. Éprouvant même une certaine sympathie pour quelques uns des novateurs, il la témoignait, à l’occasion. Il aimait, ainsi, le talent et la personne d’Alfred de Vigny, et il l’a engagé fortement à se présenter à l’Académie, et soutenu dans cette démarche.
Son fils Léonce de Guiraud a été député.

## Œuvres
- Œuvres complètes (4 vol.), 1845.

### Poésie
- Élégies savoyardes : dédiées à Madame la comtesse Baraguey-d’Hilliers, Paris, C.-J. Trouvé, 1823, 16 p., in-4° (lire en ligne sur Gallica).
- Cadix ou la délivrance de l'Espagne, 1823.
- Chants hellènes, Byron, Ipsara, 1824.
- Poèmes et chants élégiaques, enrichis de deux eaux-fortes gravées par Jean-François Pourvoyeur d'après Alexandre Colin, 1824.
- Le Prêtre, 1826.
- La Communion du duc de Bordeaux, 1832.
- Les Deux Princes, 1832.
- Flavien, ou De Rome au désert (3 vol.), 1835.
- Poésies dédiées à la jeunesse, 1836.
- Le Cloître de Villemartin, poésie, 1843.

### Romans
- Césaire, révélation (2 vol.), 1830.

### Théâtre
- Les Machabées, ou le Martyre, tragédie en 5 actes, Paris, théâtre de l'Odéon, 14 juin 1822.
- Le Comte Julien, ou l'Expiation, tragédie en 5 actes, Paris, théâtre de l'Odéon, 12 avril 1823.
- Pharamond, poème de MM. Ancelot, Guiraud, et Soumet, musique de MM. Boieldieu, Berton et Kreutzer, Paris, Académie royale de musique, 10 juin 1825.
- Virginie, tragédie en 5 actes et en vers, Paris, Théâtre-Français, 28 avril 1827.

### Politique
- De la vérité dans le système représentatif, 1834.

### Philosophie
- Philosophie catholique de l'histoire, ou l'Histoire expliquée ; introduction renfermant l'histoire de la création universelle (3 vol.), 1839-41.